# Yusuf al-Hani
Yusuf al-Hani (también anglicanizado como Joseph Hani; fallecido el 5 de abril de 1916) fue un residente cristiano de Beirut ahorcado por el Imperio otomano por comunicarse con el diplomático francés François Georges-Picot en 1913.

## Biografía

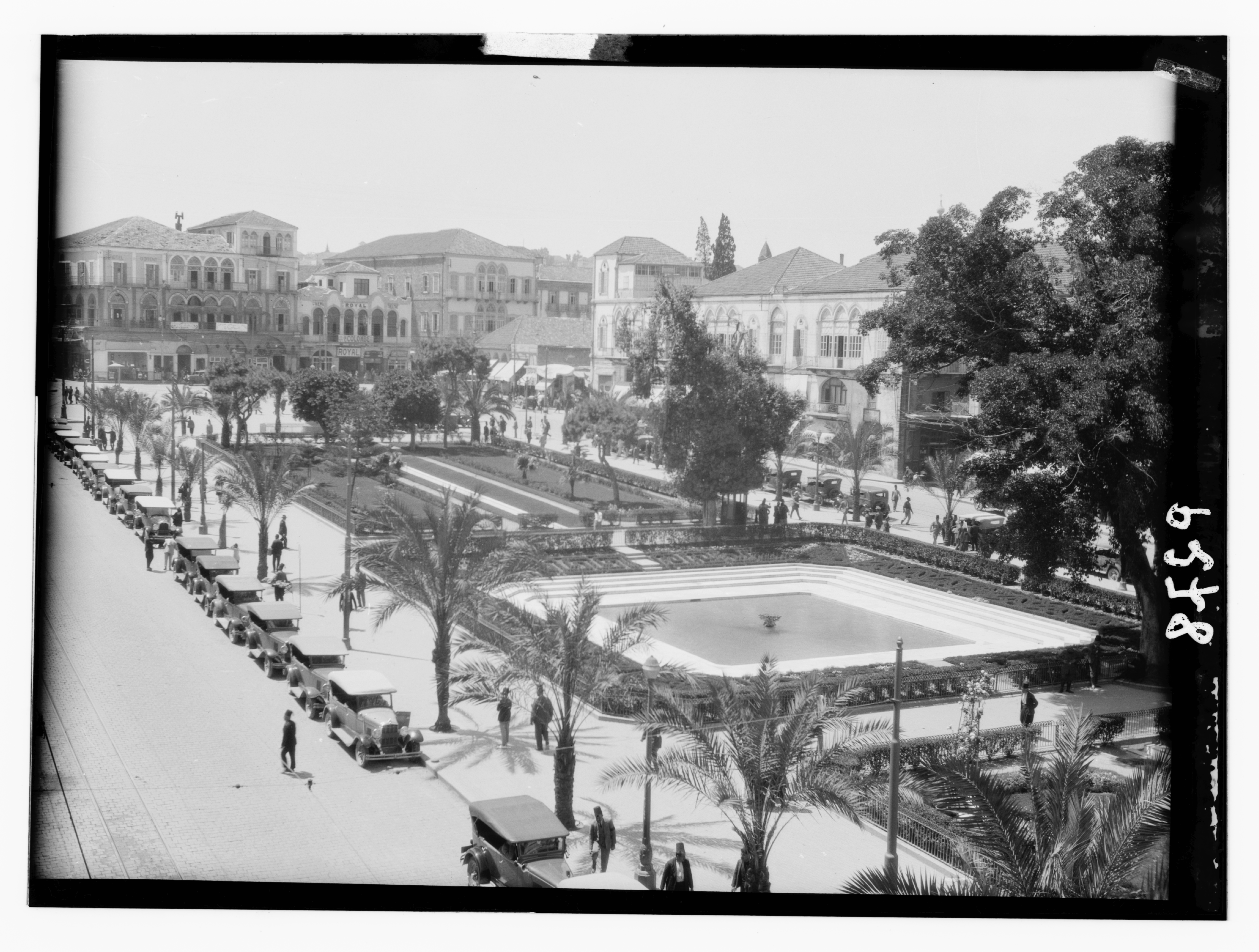
El Burj a principios del.

Al-Hani era un árabe cristiano maronita residente en Beirut, en el actual Líbano. En marzo de 1913, fue uno de los seis hombres que firmaron una carta al cónsul francés en Beirut, François Georges-Picot, solicitando la ayuda francesa para liberar a Siria y el Líbano del dominio del Imperio otomano. El estallido de la Primera Guerra Mundial en 1914, en la que el Imperio otomano declaró la guerra a Francia y a los demás Aliados, provocó la evacuación del consulado francés en Beirut. El cónsul estadounidense, Stanley Hollis, aconsejó a Picot que destruyera sus documentos secretos, pero se negó a hacerlo. Picot, que pensó que la guerra duraría solo un par de semanas, escondió sus documentos detrás de un panel en el edificio del consulado.
El escondite de los documentos era conocido por otro maronita, Philippe Effendi Zalzal, empleado como dragomán en la embajada. Zalzal fue deportado por los otomanos a Damasco. Cuando Picot no regresó, entró en pánico y, temiendo que lo exiliaran a Anatolia, se puso en contacto con Cemal Bajá, el gobernador otomano de la provincia de Siria, para ofrecerle la información a cambio de un regreso a Beirut. El consulado francés quedó bajo la protección del cónsul estadounidense neutral, quien colocó sellos en sus puertas. Estos se rompieron el 12 de noviembre de 1914 cuando una unidad del ejército otomano, guiada por Zalzal, irrumpió y se llevó una cantidad de papeles, incluidos los documentos secretos de Picot. Más papeles, del archivo del consulado, fueron retirados el 27 de septiembre de 1915.
A principios de 1916, frustrado por la falta de éxito otomano en la guerra, Djemal ordenó el arresto de algunos de los residentes de Siria que se sabía que habían mantenido correspondencia con los franceses. Al-Hani, el único firmante de la carta de marzo de 1913 que permaneció en el Imperio otomano durante la guerra, estaba entre los arrestados. Al principio, Cemal se mostró reacio a enjuiciar a los árabes musulmanes por la correspondencia, por temor a causar una ruptura en el Imperio: la población árabe estaba en peligro de rebelión. Seleccionó a al-Hani como un hombre que podía ser juzgado públicamente sin ofender a los musulmanes. Al-Hani fue juzgado por traición en un consejo de guerra en Aley el 26 de febrero de 1916. Condenado, fue ahorcado públicamente en el Burj (plaza principal) de Beirut a las 5 a. m. el 5 de abril de 1916. Sus últimas palabras fueron «He vivido una vida sin culpa y muero sin miedo». Fue enterrado en la playa. Los franceses desconocían la captura de los documentos secretos hasta que se ejecutó a al-Hani.

Un monumento a los ahorcados.

Los líderes árabes Fáysal y Husayn, que permanecieron en este punto nominalmente leales al Imperio otomano (antes del inicio de la rebelión árabe en junio de 1916) suplicaron a Cemal que limitara las sentencias de otros árabes implicados en los documentos incautados a prisión. Husayn amenazó con que «la sangre llorará por sangre». El 6 de mayo, Cemal ahorcó a catorce hombres más en Beirut y siete en Damasco, diecisiete de ellos eran musulmanes y el resto cristianos. La plaza donde al-Hani y los demás fueron ahorcados en Beirut ahora se conoce como la Plaza de los Mártires y el 6 de mayo se conmemora como el Día de los Mártires en los actuales Líbano y Siria.